# Kalaspuffar

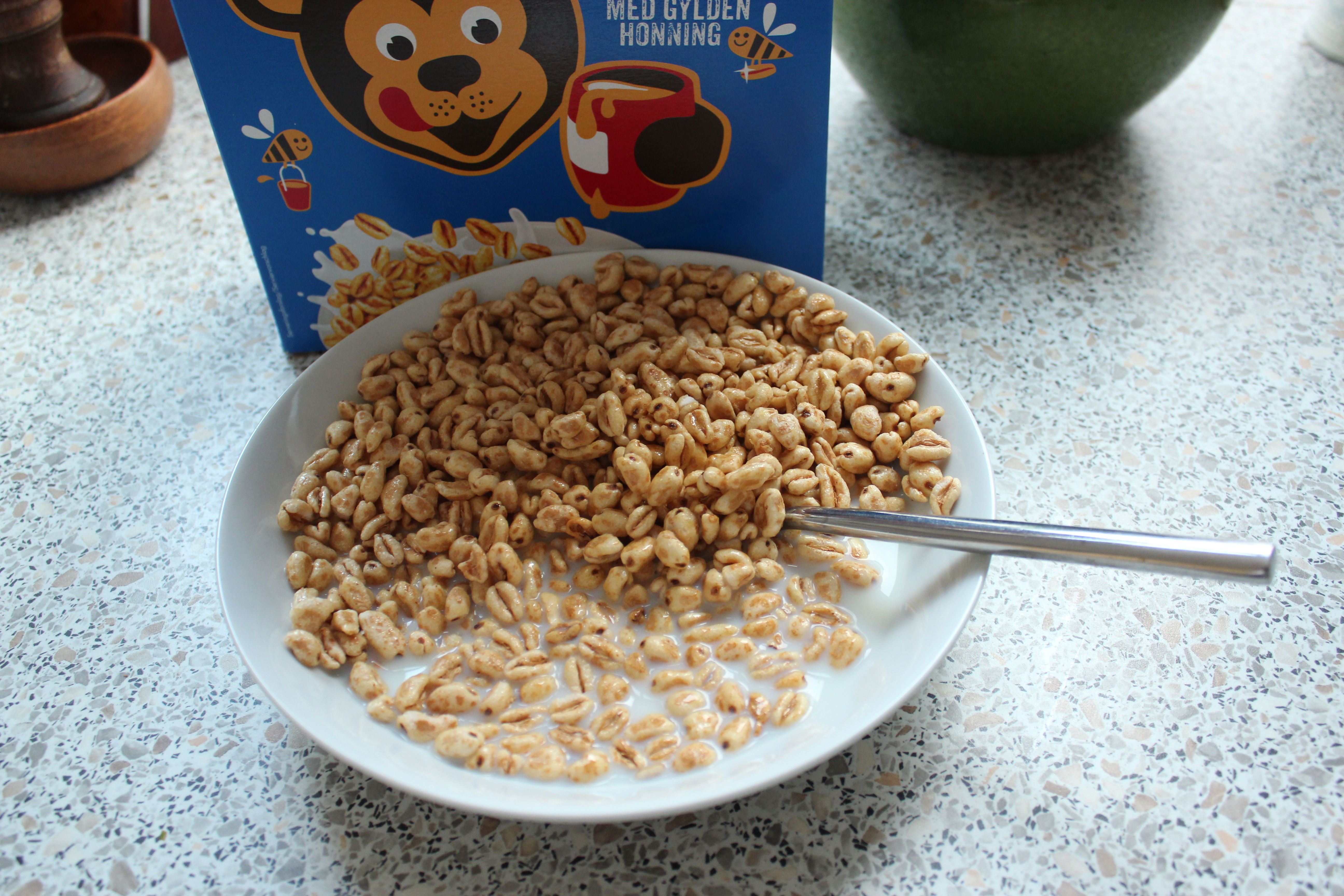
Kalaspuffar med mjölk.

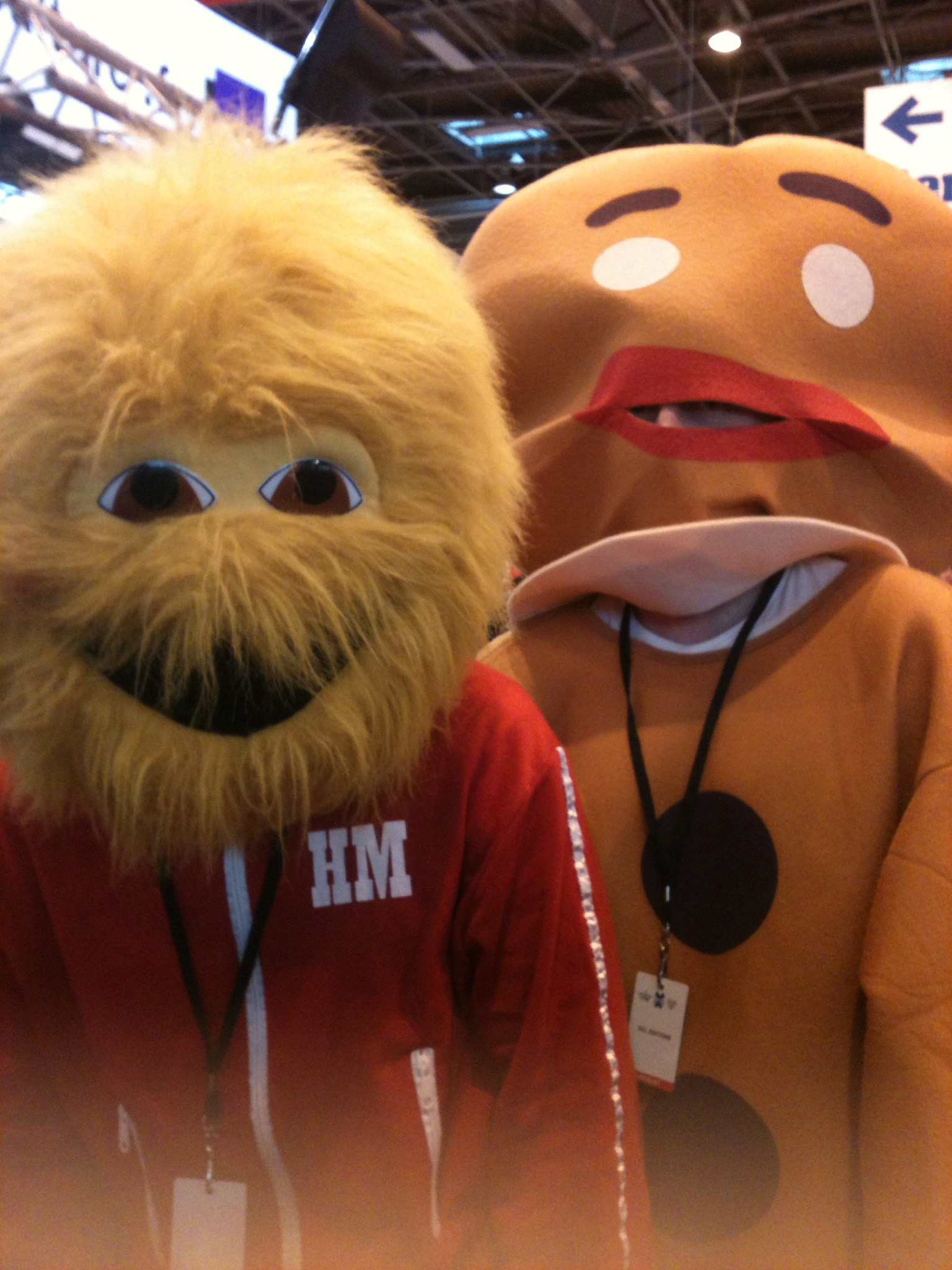
Till vänster Honey Monster, vars ansikte figurerade på förpackningarna till Kalaspuffar mellan 1993 och 2016.

Kalaspuffar, i marknadsföringen ibland särskrivet Kalas Puffar, är ett varumärke för frukostflingor, som numera ägs av det finska företaget Raisio, medan flingorna tillverkas i Storbritannien och distribueras i Sverige av Haugengruppen. Kalaspuffar består av puffade och rostade vetekorn, smaksatta med en blandning av socker, glukossirap och honung. Varumärket Kalaspuffar har blivit generiskt då det för många är synonymt med produkten, trots att andra flingproducenter tillverkar samma typ av produkt under andra namn. Kalaspuffar kan ätas tillsammans med mjölk eller filmjölk.

## Historia
Kalaspuffar tillverkades ursprungligen av Quaker Oats Company, och de lanserades i Sverige år 1955 under varumärket OTA. År 1960 dök den nallebjörn som figurerat i annonser sedan 1957 upp på de svenska och danska paketen. Nallebjörnen var under 36 år produktens maskot, och fick under 1980-talet namnet Puff. År 1993 ersattes björnen av den långhåriga maskoten Honey Monster med gul päls, som i sin tur fick ge vika år 2016, då björnen Puff återlanserades som Kalaspuffarnas maskot.
Under en period existerade Kalaspuffar osötade, som lanserades år 2006 och innehöll 2 gram sockerarter per 100 gram, vilket fanns naturligt i vetekornen. Inget socker eller sötningsmedel var tillsatt i den produkten.
I förpackningarna har även samlarmodeller medföljt.[källa behövs]

### Kalasflingor
År 1971 lanserades flingor gjorda på havre och majs som kallades Kalasflingor och som hade en kanin som maskot på paketen. Produkten försvann dock efter några år.

## Debatt
Barnvänliga flingpaket med hög sockerhalt i puffarna har väckt debatt, vilket också fått tillverkaren själv att agera, och vid flera tillfällen har sockerhalten i Kalaspuffarna reducerats. År 2016 innehöll Kalaspuffar original 29 gram sockerarter per 100 gram.